# Kush do të bëhet milioner?
Kush do të bëhet milioner? è un programma televisivo albanese/kosovaro di genere game show, trasmesso su Tv Klan dal 2008 e condotto da Veton Ibrahimi, poi da Fehmi Ferati, poi da Agron Lakaj e infine da Enkel Demi. Si tratta dell'edizione albanese/kosovara di Chi vuol essere milionario. Il montepremi era di 50.000€, dal 2014 il montepremi era di 25.000 €. Il programma è stato registrato negli studi di Skopje in Macedonia. Per lanciare questa edizione fu chiamato Gerry Scotti, conduttore dell'edizione italiana del programma.

## Montepremi
(Montepremi 2008, 2012)
1º 25€
2º 50€
3º 100€
4º 150€
5º 250€ (Prima vincita garantita)
6º 350€
7º 500€
8º 650€
9º 850€
10º 1750€ (Seconda vincita garantita)
11º 3,000€
12º 6,000€
13º 12,000€
14º 25,000€
15º 50,000€ (Bandiera a scacchi)
(Montepremi 2014)
1º 10€
2º 25€
3º 50€
4º 100€
5º 150€ (Prima vincita garantita)
6º 250€
7º 350€
8º 550€
9º 750€
10º 1,000€
11º 1,500€
12º 3,000€
13º 6,000€
14º 12,000€
15º 25,000€ (Bandiera a Scacchi)